# Pediasia amandusella
Pediasia amandusella là một loài bướm đêm trong họ Crambidae.